# ダニエル・ウィリアムズ (サッカー選手)
ダニエル "ダニー"・ウィリアムズ（Daniel "Danyy" Williams, 1989年3月8日 - ）は、西ドイツ（現ドイツ）・カールスルーエ出身のアメリカ代表のサッカー選手。ポジションは守備的ミッドフィルダー及びサイドバック。

## 経歴

### クラブ
ノースカロライナ州出身でハイデルベルクに駐留していたアメリカ人軍人の父とドイツ人の母の下、西ドイツ・カールスルーエに生まれたウィリアムズは、3歳の時にカールスルーエSCの下部組織でキャリアを始め、2004年7月からSCフライブルクの下部組織とリザーブチームに在籍しており、2008年にU-19ブンデスリーガの決勝戦でVfLヴォルフスブルクを2-0で下してタイトルを獲得した。すると、同年の夏にはレギオナルリーガ南部/南東部を戦うリザーブチームにプレーする場を移し、主に守備的ミッドフィルダーと右サイドバックを務めて60試合4得点を記録した。2010年1月22日のVfBシュトゥットガルト戦でトップチーム初出場を飾り、シーズン終了まで先発2試合を含めて9試合に出場した。
2011年8月31日にTSG1899ホッフェンハイムと契約。初出場となった9月10日の1.FSVマインツ05戦（4-0）でアシストを記録した。
2013年6月25日にイングランド2部のレディングFCと4年契約を締結。8月3日のイプスウィッチ・タウンFC戦（2-1）で後半から初出場、2014年2月1日のミルウォールFC戦（3-0）でレディングでの初得点を記録した。
2月11日のAFCボーンマス戦で、ベンチで着替えている際にテレビカメラに映り、局部を露出してしまったことを、自身のインスタで暗示した。

### 代表
ユース時代はU-15ドイツ代表でプレーしていたが、2011年9月にアメリカ代表でプレーするためにパスポートを取得したことで二重国籍に関するFIFAの規則により、A代表はドイツ代表かアメリカ代表のどちらかでの出場資格を得る。2011年9月29日にホンジュラスとエクアドルとの親善試合へ向けてアメリカ代表から初招集され、ユルゲン・クリンスマン新監督就任1試合目となる10月8日のホンジュラス戦（1-0）でアメリカ代表として初出場を飾った。
2015年6月5日のオランダとの親善試合で代表初得点を挙げた。